# Galet aménagé

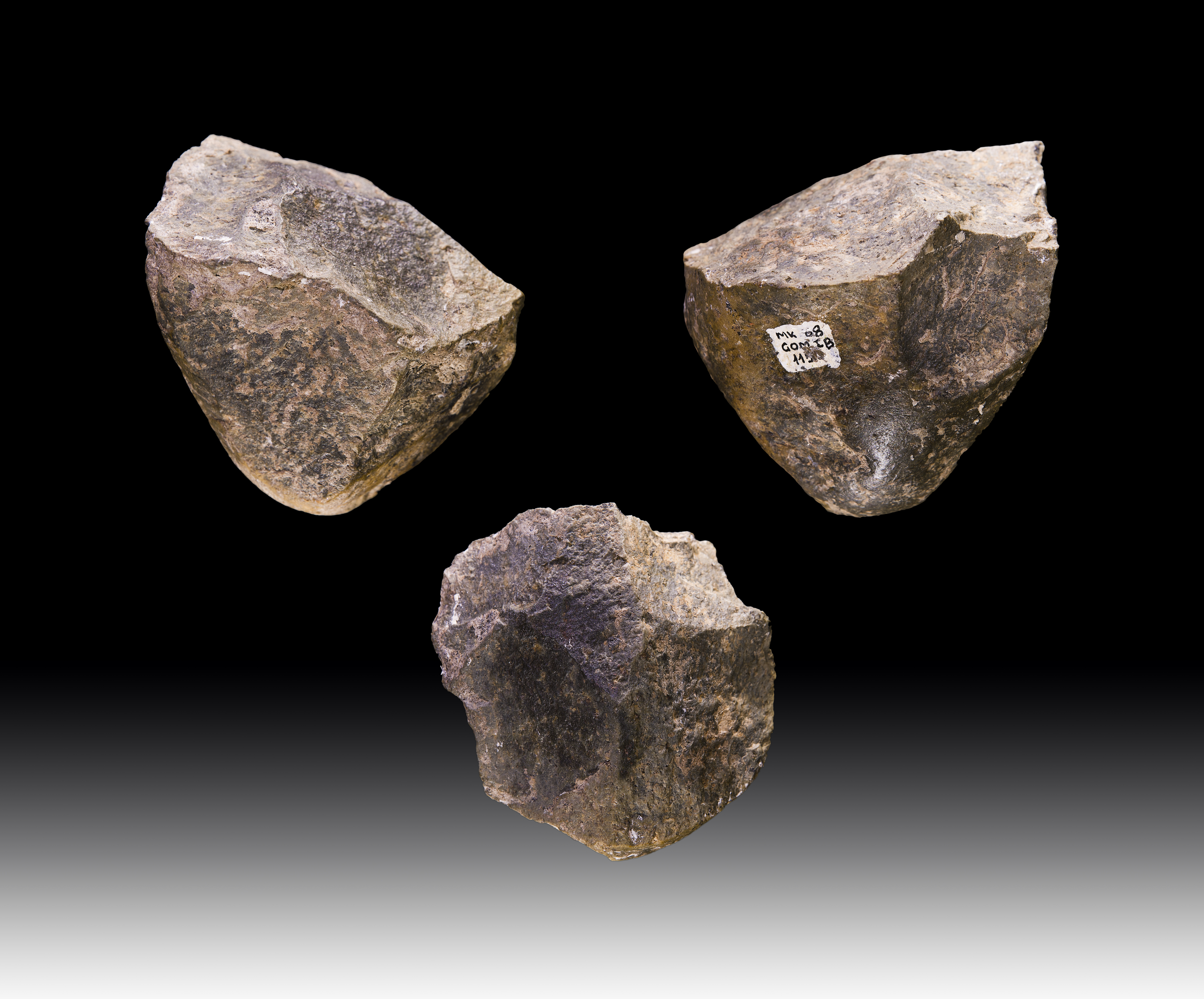
Paléolithique inférieur 1,7 million d'années avant le présent - Melka Kunture Éthiopie.

L'expression « galet aménagé » ou « galet taillé », encore plus neutre, désigne des objets de pierre taillée préhistoriques pouvant dater du Paléolithique inférieur  (3,3 Ma - 250 000 ans BP). Selon le Dictionnaire de Géologie de A. Foucault et J. F. Raoult, les galets aménagés sont des « outils préhistoriques très frustes fabriqués à partir de galets rendus tranchants par enlèvements d'éclats sur une face (choppers) ou sur deux faces (chopping-tools) ».
Cependant, ces galets aménagés ne sont pas tous considérés comme outils ; il peut s'agir de nucléus, des blocs constituant des sous-produits du débitage d'éclats, ou bien de nucléus devenus outils.
Éric Boëda soulève un autre problème inhérent à l'étude des galets aménagés : certains artefacts, identiques aux choppers ou aux chopping-tools, ne sont pas réalisés sur galet. Selon Boëda, « Si nous avions dû réserver le terme de chopper ou chopping-tool aux seuls outils faits sur galets, nous aurions écarté plus de la moitié des matrices pourtant identiques à celles réalisées sur galets. De même, si nous avions utilisé le terme de "galet aménagé", nous aurions éliminé plus d'un tiers des matrices de volumes identiques mais réalisées aux dépens de supports différents ». Boëda propose donc d'employer les termes de « matrices à biseau simple » ou à « biseau double ».

## Description et usage

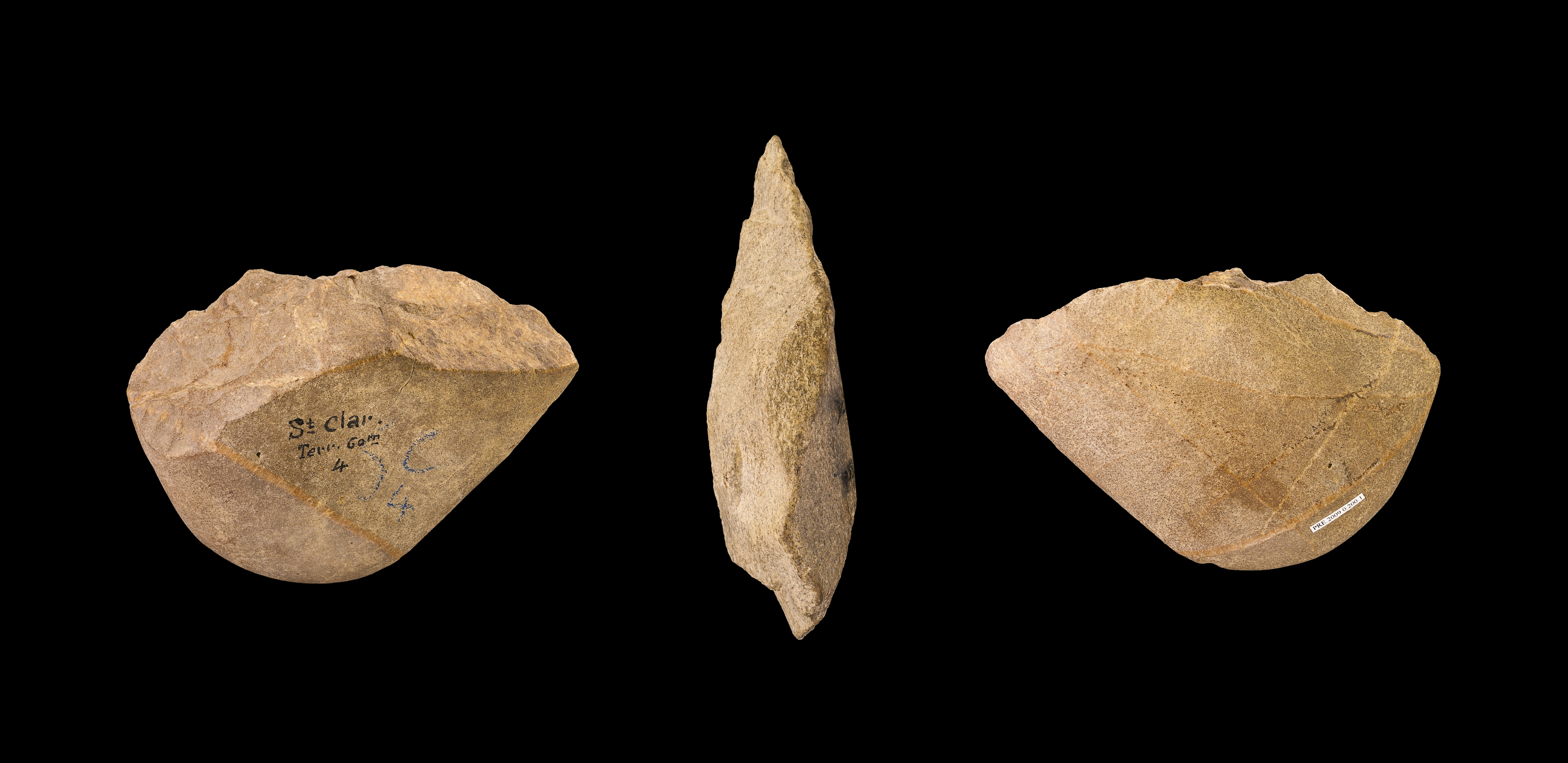
Galet aménagé - Collection d’Henri Breuil, Muséum de Toulouse.

Selon la définition typologique classique, un chopper était un galet taillé assez peu modifié, présentant des enlèvements sur une seule face.  Si des enlèvements sont détachés sur deux faces d'un même tranchant, on parle alors de chopping-tool ou chopper biface,.
Pour obtenir un chopper, on procède à un débitage unipolaire ou bipolaire : J. L. Piel-Desruisseaux explique dans son livre Outils préhistoriques, de l'éclat à la flèche que la « roche à percuter est posée sur une "enclume" » lors du débitage bipolaire, ce qui conduit à détacher des enlèvements sur deux bords opposés, pour obtenir par exemple un chopper double. La percussion unipolaire, précédemment expliquée, consiste à venir frapper un bord du galet avec un percuteur dur (une autre roche dure par exemple, par opposition au percuteur tendre qui peut être en os, en bois, etc.), détachant les éclats sur une seule extrémité, on peut alors obtenir un chopper latéral, distal, à pointe... Les galets aménagés ont des tranchants très variés, certains sont arrondis, d'autres plus raides, en biseau, en pointe, à taille en gradins, etc.
Pour ce qui est des chopping-tools, les enlèvements effectués en alternance sur une face du galet puis sur l'autre face, donnent au tranchant un aspect sinueux, tandis que le chopper possède un tranchant droit.
En ce qui concerne les dimensions, la majorité des galets aménagés sont de taille moyenne, pouvant tenir dans une main d'homme moderne ou plus petite. Le bord opposé au tranchant est souvent laissé brut, afin de faciliter la prise en main.

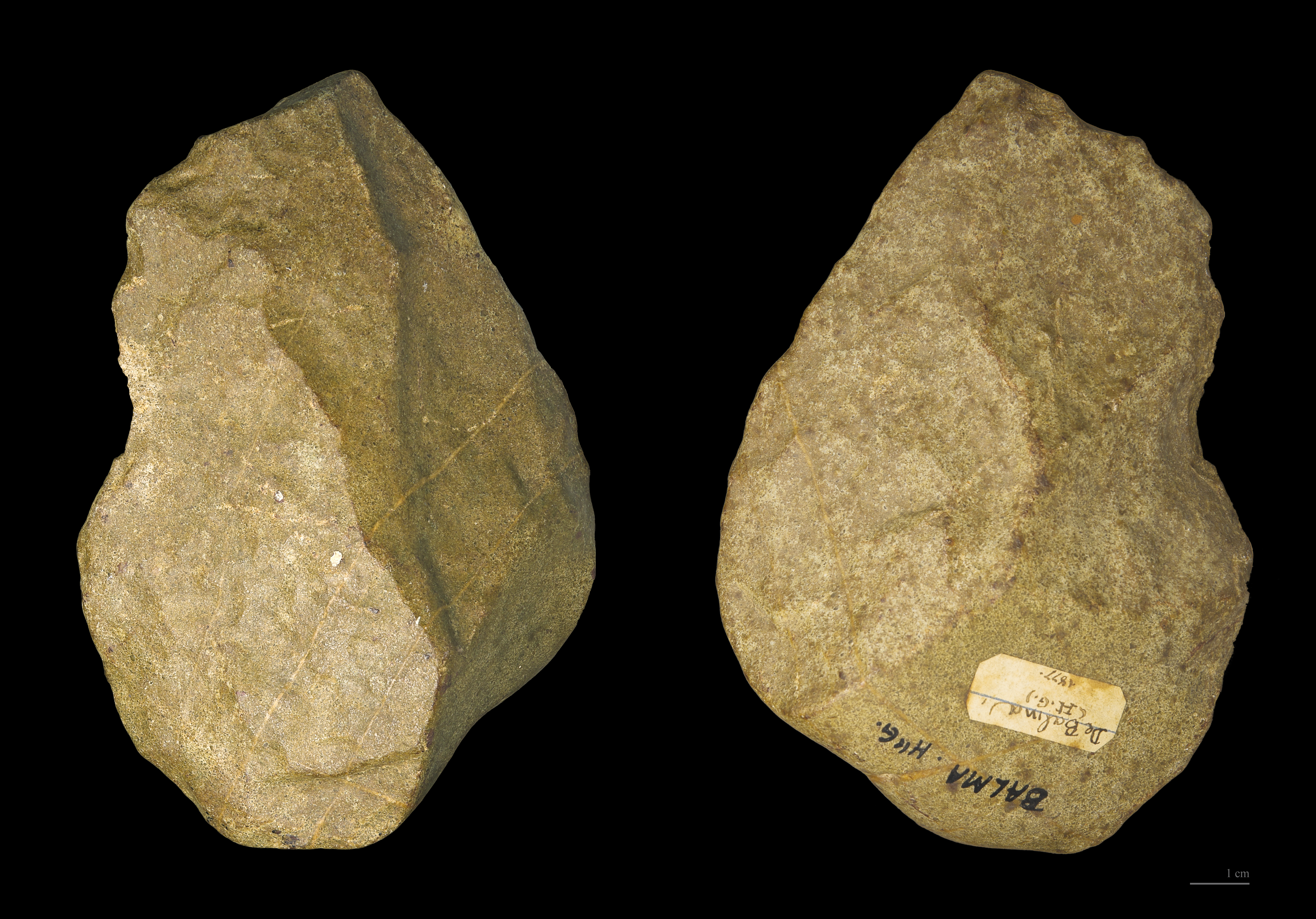
Galet aménagé - Paléolithique inférieur autour de 300 000ans. Balma. Muséum de Toulouse.

Les galets aménagés peuvent présenter diverses formes, comme le polyèdre ou le galet multidirectionnel qui, selon Piel-Desruisseaux, est un bloc de forme sphérique « facetté[s] par l'enlèvement d'éclats ». On ne sait pas s'il s'agit d'outil ou de nucléus.
Ces différents galets taillés étaient obtenus par une série de percussions réalisées avec un percuteur dur, dégageant plusieurs éclats afin de former un tranchant. On parle de débitage à percussion directe lancée unipolaire (frapper d'une main tenant un galet) ; il est également possible qu'il s'agisse de percussion bipolaire sur enclume, évoquée plus haut.
La taille d’une pierre nécessite des savoir-faire précis : la matière première fait l’objet d’un choix, dirigé par le type d’industrie . Pour ce qui est des galets aménagés, même si ces outils paraissent grossiers, la matière première (quartz, basalte, calcaire...) et la forme du galet (plus ou moins épais, allongés, sphériques...) sont sur certains sites soigneusement sélectionnés dans le but d’obtenir un résultat précis que le tailleur avait préalablement en tête avant même la recherche des blocs de matière première. Généralement, les outils ont été découverts près d'un cours d'eau où des galets étaient présents, offrant ainsi la matière première.
Il en est de même pour la fabrication ; la maîtrise de facteurs tels que l’angle entre le plan de frappe et la surface de débitage qui doit être en dessous ou égal à 90° en est un exemple. Cela implique la maîtrise d'un certain nombre de paramètres tels que l'angle de frappe ou le choix de la matière première.
Tous ces éléments indiquent d'un niveau de réflexion déjà bien avancée. 
L'usage traditionnellement évoqué pour ces objets est la réalisation de travaux tels que le cassage d'os, le raclage de la viande séchée des carcasses ou le travail des peaux. Il faut toutefois insister sur le fait qu'aucune étude tracéologique n'a permis de conforter cette hypothèse et que, comme évoqué plus haut, les galets taillés n'étaient peut-être pas tous des outils. Cependant, de nombreuses expérimentations ont pu être faites telles que la taille expérimentale de galets aménagés, qui sont ensuite testés pour découper une pièce de viande, racler une peau, etc. ce qui amène les archéologues à améliorer  leur compréhension sur ces objets.

## Origine et découverte
Les industries lithiques comportant de nombreux galets taillés (et dépourvues de formes plus récentes telles que les bifaces) sont des industries dites « oldowayennes » (1,8 Ma – 600 000 ans). Les galets aménagés ont surtout été retrouvés dans des sites du Pré-Oldowayen (2,54 Ma – 1,85 Ma) et de l'Oldowayen classique (1,85 Ma – 1,65 Ma). Cependant, quelques galets aménagés ont été retrouvés dans des sédiments plus vieux à Lomekwi 3 (3,3 Ma), Sonia Harmand propose alors d'appeler cette période, bien antérieure au Pré-Oldowayen, le Lomekwien et à Masol en Inde dans les piémonts himalayens (2,8 Ma),
Il est probable qu'Homo habilis, Homo rudolfensis et Homo erectus  ont fabriqué des galets taillés. Pour les périodes plus anciennes, il pourrait s'agir d'Australopithèques et peut être même de Paranthropes.
Les plus vieux outils façonnés, retrouvés en 2015 sur le site de Lomekwi 3 près du lac Turkana datant de 3,3 Ma laissent planer le mystère autour de leur fabrication puisqu'aucun fossile d'homininés n'a été retrouvé dans des sédiments proches du site. Les chercheurs supposent qu'il s'agit soit de Kenyanthropus Platyops, un grand singe pliocène, soit d'Australopithecus Afarensis, qui cependant ne possède pas de fossiles découverts dans la région de Lomekwi 3.
Des galets taillés ont été découverts dans plusieurs sites d'Afrique, comme :
- Gona Hadar[10],[11] (Éthiopie, 2,6 à 2,4 Ma)
- la Vallée de l'Omo[12] (Éthiopie, 2,3 Ma)
- Koobi Fora[13] (Kenya, 5 à1 Ma)
- Oldoway[14],[15] (Tanzanie, 1,8 Ma à 400 000 ans) fouillé par Louis Leaky et Meave Leaky dans les années 1950, où ils découvrirent les premières industries oldowayennes misent au jour.
- Lokalalei 2 (Kenya, 2,3 Ma)
- Lomekwi 3 (Éthiopie, 3,3 Ma)

Selon certains auteurs, des galets aménagés vieux d'1,2 à  2 millions d'années seraient présents en Europe, notamment à Chilhac, en Auvergne. Leur ancienneté et/ou leur caractère anthropique sont toutefois contestés par une partie de la communauté scientifique.
On peut tout de même présenter les sites de Pirro nord (1,2 – 1,5 Ma) et de Monte Poggiolo (1Ma) en Italie, celui de Dmanisi en Géorgie (1,8 Ma), la grotte du Vallonet en France (1Ma), etc.
En 2016 des galets aménagés ont été découverts dans les contreforts de l’Himalaya à Masol, en Inde. Ils seraient datés de 2,6 millions d’années.
En Chine, le site de Longgupo (2,2 Ma - 1,8 Ma) présente des galets aménagés ; en Afrique du Nord, on peut parler du site de Ain Hanech (2,2 Ma).
En Inde, le site de Masol (2,8 Ma) présente des galets aménagés associés à des traces boucheries.